# Uroeuantha longipes
Uroeuantha longipes là một loài ruồi trong họ Tachinidae.